# Île aux Tigres
Île aux Tigres (en portugais: Ilha dos Tigres) est la plus grande île d'Angola. Elle se situe dans la province de Namibe.

## Galerie

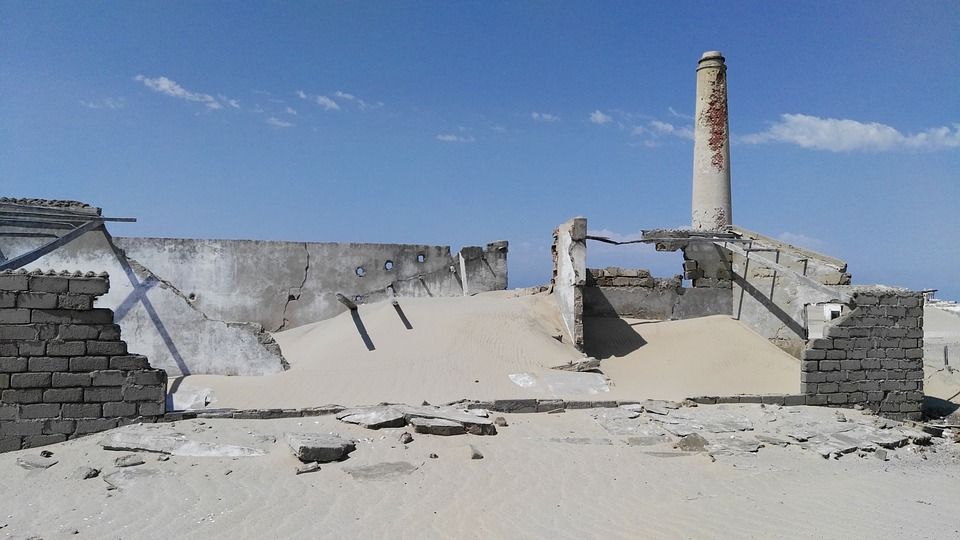
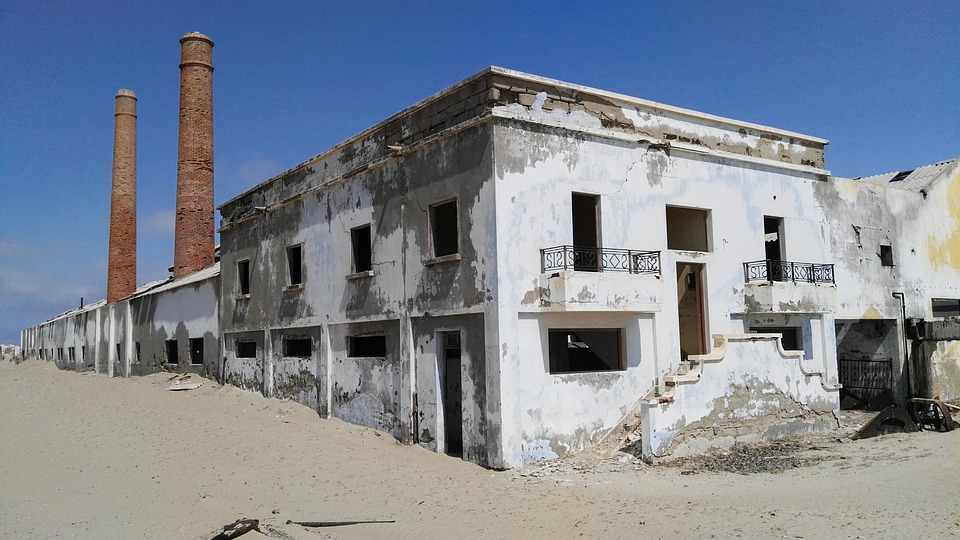
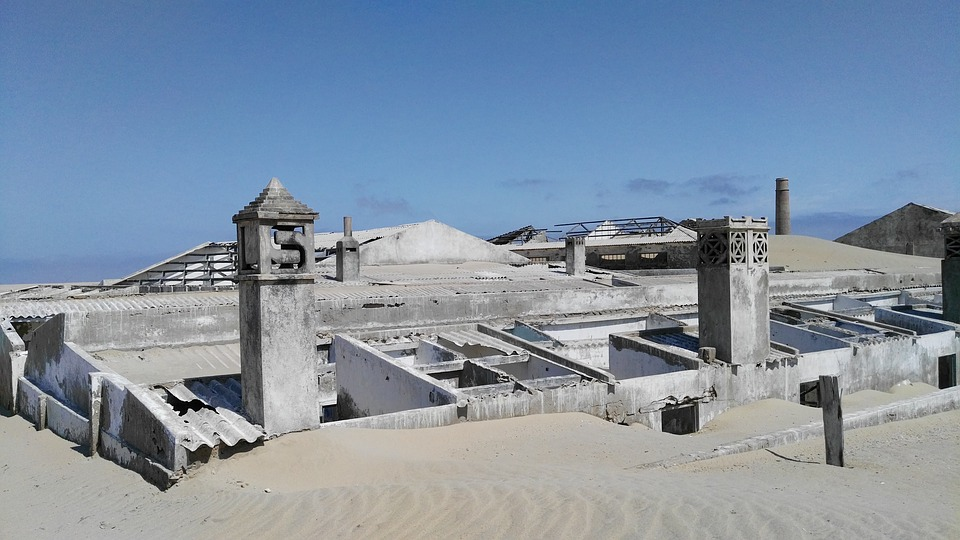
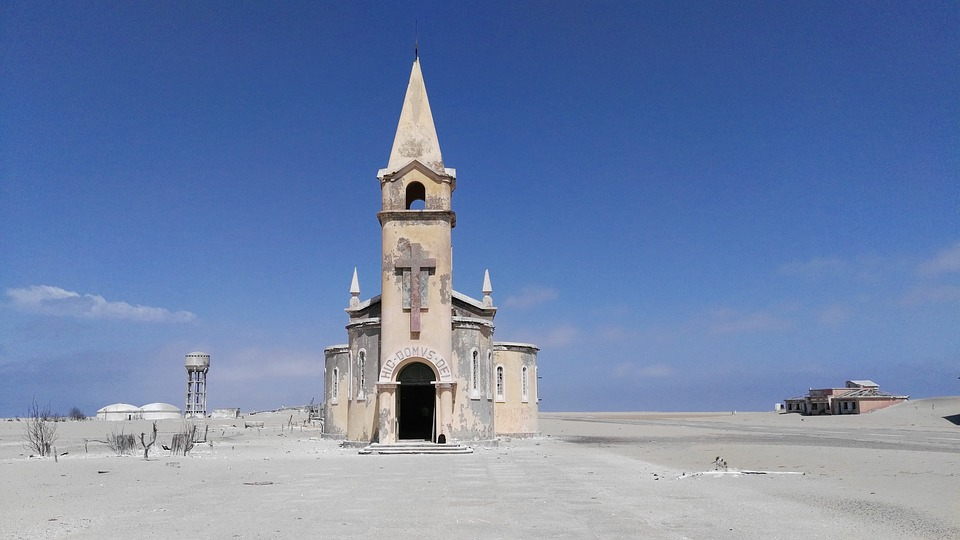
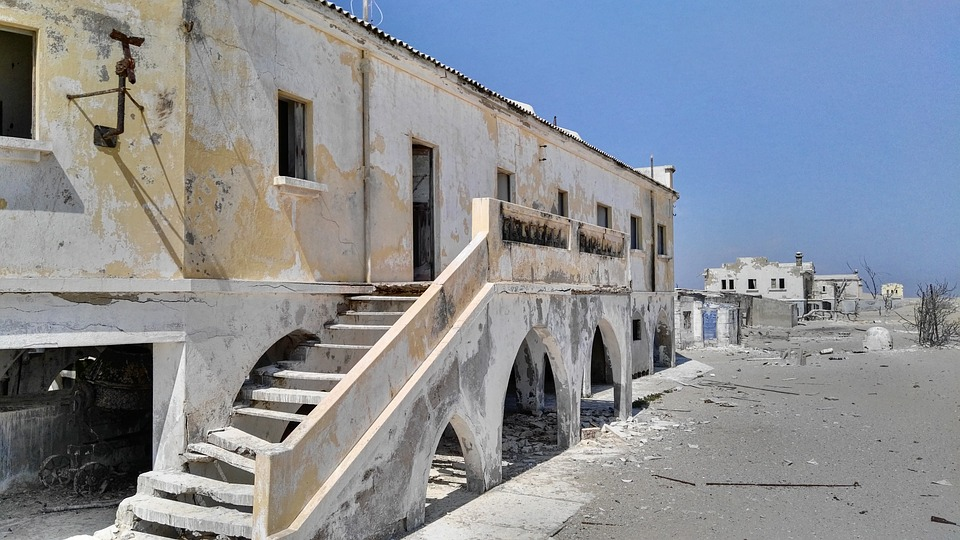